# Johann Kundrat
Johann Kundrat (* 6. Oktober 1845 in Wien; † 25. April 1893 ebenda) war ein österreichischer Pathologe.

Johann Kundrat

## Leben
Kundrat studierte an der Universität Wien und machte hier 1868 sein Doktorat. Nachdem er bereits in seiner Studienzeit Demonstrator bei dem Anatomen Joseph Hyrtl war, machte ihn Carl von Rokitansky zu seinem Assistenten. 1873 habilitierte sich Kundrat für pathologische Anatomie, 1875 wurde er außerordentlicher Universitätsprofessor. 1877 lehrte er in Graz Pathologie, ehe er 1882 das Wiener Ordinariat für Pathologische Anatomie übernahm.  1887/88 war er dort Dekan. 1893 wurde er Hofrat. Nach seinem Tod wurde Kundrat auf dem Wiener Zentralfriedhof bestattet, sein Grabdenkmal gestaltete der Bildhauer Theodor Charlemont. 1897 wurde die Kundratstraße in Wien nach dem Pathologen benannt.

## Bedeutung
Johann Kundrat war ein bedeutender Pathologe der Wiener Medizinischen Schule. In der Nachfolge Rokitanskys korrelierte er morphologische Veränderungen bei Obduktionen mit den klinischen Krankheitssymptomen der Patienten. Er prägte u. a. die Bezeichnung Arrhinenzephalie,  1893, knapp vor seinem Tode, beschrieb er das Krankheitsbild der Lymphosarkomatose, die in der medizinischen Nomenklatur seinen Namen trägt.
Kundrat war daneben auch ein hervorragender Lehrer. Er begründete am Pathologischen Institut ein Museum, um dessen Ausgestaltung er sich verdient machte. Kundrat war Mitbegründer und ab 1888 Herausgeber der Wiener klinischen Wochenschrift.